# ريك وايز
ريك وايز (بالإنجليزية: Rick Wise) هو لاعب كرة قاعدة أمريكي، ولد في 13 سبتمبر 1945 في جاكسون في الولايات المتحدة.

## وصلات خارجية
- ريك وايز على موقع دوري كرة القاعدة الرئيسي (الإنجليزية)
- ريك وايز على موقعبيزبول رفرنس.كوم (الدوري الرئيسي) (الإنجليزية)
- ريك وايز على موقعبيزبول رفرنس.كوم (الدوري الثانوي) (الإنجليزية)
- ريك وايز على موقع إي إس بي إن.كوم (أم.أل.بي) (الإنجليزية)
- ريك وايز على موقع مشجعي الرسوم البيانية (الإنجليزية)